# 王宗寿
王宗寿（?—?），字永年，中国五代十国前蜀将领，许州（今河南省许昌市）人。前蜀高祖王建养子。封嘉王。
王宗寿原本是许州民家之子，王建因为王宗寿与自己同姓，便收他做养子。王宗寿好学习，善于弹琴下围棋，做人谦虚，相信道教法术，以炼丹养气自娱。王建在位时，武成三年（910年）封嘉王，后领鎮江軍節度使。光天元年（918年）王衍登基，改任太子太保、奉朝请。王衍行为荒淫，王宗寿恐危社稷，经常直言谏劝，后主不能理解，出任他为武信軍節度使。
后唐李存勖派兵攻蜀。王宗寿不降，听闻王衍已降后唐，才放弃抵抗。王宗寿跟着押送王衍的人马，到达岐阳，贿赂看守见到了王衍。相见之后，王衍哭着说着：“如果以前听了你的话，怎会有今天！”随后，王衍和前蜀宗族被后唐屠灭。王宗寿住在渑池，听说李存勖遇弑，躲到熊耳山（消歧义请求）隐居。李嗣源即位，王宗寿到洛阳请求安葬王衍宗族的遗骨。李嗣源任命他为保义军行军司马，追封王衍为顺正公，以诸侯之礼安葬王衍。王宗寿得到前蜀王氏其他十八人的遗骨，葬在长安之南的三赵村。